# Gynoplistia (Gynoplistia) bidentata
Gynoplistia (Gynoplistia) bidentata is een tweevleugelige uit de familie steltmuggen (Limoniidae). De soort komt voor in het Australaziatisch gebied.